# سیارک ۹۲۴۱
سیارک ۹۲۴۱ (به انگلیسی: 9241 Rosfranklin، نامگذاری:1997PE6) نه هزار و دویست و چهل و یکمین سیارک کشف شده‌است که در ۱۰ اوت ۱۹۹۷ کشف شد.
قدر مطلق سیارک برابر ۳۳.۸ است.